# NGC 5688
NGC 5688 é uma galáxia espiral barrada (SBc) localizada na direcção da constelação de Lupus. Possui uma declinação de -45° 01' 07" e uma ascensão recta de 14 horas, 39 minutos e 35,1 segundos.
A galáxia NGC 5688 foi descoberta em 1 de Junho de 1834 por John Herschel.